# Nazionale olimpica di calcio
Con l'appellativo di nazionale olimpica di calcio si indicano tutte quelle nazionali che partecipano o hanno partecipato al torneo di calcio ai Giochi olimpici e/o alle loro qualificazioni a partire dall'edizione da Helsinki 1952.

## Storia
Fino a Los Angeles 1984 soltanto i calciatori dilettanti potevano partecipare ai Giochi olimpici, nonostante già da molti anni il professionismo fosse diffuso in gran parte del mondo.
Questo regolamento fu causa di numerose dispute tra FIFA e CIO nel corso degli anni: la prima premeva perché il CIO si decidesse ad aprire il torneo ai professionisti; la seconda, d'altro canto, insisteva nell'avere una concezione decoubertiniana dello sport e dunque rifiutava di compiere questo passo.
Sul finire degli anni venti le dispute tra FIFA e CIO si fecero più accese e le due parti non riuscivano ad arrivare a un compromesso. Pertanto al 27º congresso del CIO, tenutosi nel luglio del 1928 ad Amsterdam, si decise di escludere il calcio dal programma di Los Angeles 1932. Successivamente la FIFA decise di riconoscere la posizione del CIO; per questo motivo al 34º congresso del CIO, tenutosi nel marzo del 1935 a Oslo, venne deciso di reinserire il calcio nel programma olimpico già a partire da Berlino 1936.
Il regolamento stabilito dal CIO permetteva solo ad alcune federazioni calcistiche di poter schierare in campo la propria nazionale maggiore, mentre altre erano costrette a schierare la propria nazionale dilettanti, calciatori molto giovani che erano ancora studenti, oppure calciatori che erano studenti universitari.
Per questa ragione la FIFA si trovò nella condizione di dover riconoscere un torneo dove partecipavano nazionali molto diverse tra loro; dovette quindi scendere a un compromesso: dopo un'analisi condotta nel 1999 venne stabilito che vengono riconosciuti come tornei per nazionali maggiori i soli tornei olimpici di calcio compresi tra Londra 1908 ed Helsinki 1952. Venne inoltre stabilito che non vengono riconosciuti come tali i tornei olimpici di calcio a partire da Roma 1960 e che bisognava svolgere un'ulteriore analisi per capire se si dovesse riconoscere come torneo per nazionali maggiori anche il torneo di Melbourne 1956.
In una successiva analisi, condotta nel 2010, è stato stabilito che vengano riconosciuti come tornei per nazionali maggiori i soli tornei olimpici di calcio compresi tra Londra 1908 e Londra 1948; non vengono riconosciuti come tali i tornei olimpici di calcio a partire dall'edizione da Helsinki 1952.
La nascita delle nazionali olimpiche viene dunque fatta risalire al 1952.
Molte federazioni calcistiche, tuttavia, hanno deciso di ignorare questa direttiva della FIFA: infatti quelle federazioni che potevano schierare la propria nazionale maggiore (perché i loro tesserati avevano uno status da dilettante) hanno continuato a considerare come nazionali maggiori anche alcune nazionali che hanno partecipato ai Giochi olimpici nelle edizioni successive a Londra 1948, mentre quelle federazioni che non potevano schierare la propria nazionale maggiore (i loro tesserati erano professionisti) considerano come nazionali maggiori solo alcune delle nazionali che hanno partecipato ai Giochi olimpici fino a Londra 1948. Quindi, in generale, ogni federazione applica una regola soggettiva, con la quale identifica le nazionali maggiori che hanno partecipato ai Giochi olimpici, nonostante vi sia una regola ufficiale promulgata dalla FIFA.

## Evoluzione temporale
Nonostante le varie dispute, FIFA e CIO riuscirono, a partire dagli anni ottanta, a trovare alcuni accordi che gradualmente hanno portato alla formazione dell'attuale Nazionale olimpica. Di seguito è riportata una tabella riassuntiva.
| Da                     | A                   | Composizione |
| ---------------------- | ------------------- | --- |
| Helsinki 1952          | Melbourne 1956      | Potevano partecipare solo calciatori dilettanti ed era severamente vietata la presenza di calciatori professionisti. Pena la squalifica, di questi o della nazionale. La rosa poteva essere costituita da massimo 20 calciatori. |
| Roma 1960              | Roma 1960           | C'è una regola in più: non potevano essere convocati i calciatori che avevano fatto parte delle rose della fase finale del campionato mondiale di Svezia 1958. La rosa venne ridotta ad un massimo di 19 calciatori. |
| Tokyo 1964             | Tokyo 1964          | La regola cambia leggermente: non potevano essere convocati i calciatori che avevano disputato almeno una partita del campionato mondiale di Cile 1962 (qualificazioni incluse), tuttavia questa regola non si applicava alle nazionali africane ed asiatiche. La rosa venne allargata ad un massimo di 21 calciatori.                                                                                |
| Città del Messico 1968 | Montréal 1976       | Viene reintrodotta la regola utilizzata per Helsinki e Melbourne. Nel 1968 e nel 1972 la rosa poteva essere costituita da massimo 19 calciatori, mentre nel 1976 venne bloccata a 17 calciatori. |
| Mosca 1980             | Mosca 1980          | C'è un'aggiunta simile a quella del 1964: le nazionali europee e sudamericane non potevano convocare i calciatori che avevano disputato almeno una partita del campionato mondiale di Argentina 1978 (qualificazioni incluse). La rosa era bloccata sempre a 17 calciatori. |
| Los Angeles 1984       | Los Angeles 1984    | Il torneo venne ufficialmente aperto ai professionisti; tuttavia, le nazionali europee e sudamericane potevano convocare solo i calciatori che non avevano mai disputato una partita del campionato mondiale (qualificazioni incluse). La rosa era bloccata sempre a 17 calciatori. |
| Seul 1988              | Seul 1988           | La regola diventa leggermente più permissiva: le nazionali europee e sudamericane potevano convocare i calciatori che avevano disputato il campionato mondiale, ma a patto che avessero disputato una sola partita e per meno di 90 minuti. La rosa venne bloccata a 20 calciatori. |
| Barcellona 1992        | Barcellona 1992     | Il torneo venne aperto a tutti i calciatori sia dilettanti che professionisti con un'età non superiore ai 23 anni, più precisamente - in questa edizione - i calciatori dovevano essere nati dopo il 1º agosto 1969. La rosa era bloccata sempre a 20 calciatori. |
| Atlanta 1996           | Rio de Janeiro 2016 | C'è un'importante aggiunta: il commissario tecnico ha la possibilità di convocare un massimo di tre calciatori che superano tale limite di età e che vengono detti fuori quota. La rosa è bloccata a 18 calciatori; vengono inoltre designate 4 riserve che possono partecipare ai Giochi solo in sostituzione di un elemento infortunato: la sostituzione può avvenire in qualunque fase del torneo. |
| Tokyo 2020             | attualmente         | Per far fronte all'emergenza COVID-19 è stata concessa una deroga al regolamento eliminando la lista riserve e permettendo così a tutte le nazionali di partecipare con una rosa composta da 22 calciatori, deroga che è stata mantenuta anche per i successivi Giochi di Parigi. |